# Les Aventures de Petit Gourou
Série Winnie l'ourson
Les Aventures de Porcinet
(2003) Winnie l'ourson et l'Éfélant
(2005)
Pour plus de détails, voir Fiche technique et Distribution.
Les Aventures de Petit Gourou ou Un printemps avec Petit Gourou au Québec (Winnie the Pooh : Springtime with Roo) est le 87e long-métrage d'animation des studios Disney. Sorti directement en vidéo en 2004, le film est inspiré des personnages d'Alan Alexander Milne créés en 1926.

## Synopsis
Petit Gourou attend avec impatience sa seconde chasse aux œufs de Pâques. Mais Coco Lapin remplace la chasse par un « Grand Nettoyage de printemps ». Personne ne connait la cause de ce changement si soudain. Tigrou en essayant de le dérider comprend que l'année précédente, ils avaient involontairement empêché Coco Lapin d'endosser pleinement son rôle de Lapin de Pâques. Finalement, après un voyage dans le temps, Coco Lapin comprend qu'il a embêté tout le monde avec ses règles et prépare la plus merveilleuse fête de Pâques de toute la forêt des Rêves Bleus.

## Fiche technique
- Titre original : Winnie the Pooh : Springtime with Roo
- Titre français : Les Aventures de Petit Gourou
- Titre québécois : Un printemps avec Petit Gourou
- Réalisation : Saul Andrew Blinkoff et Elliot M. Bour
- Musique : Mark Watters
- Producteur : John A. Smith
- Société de production : Walt Disney Pictures, DisneyToon Studios
- Société de distribution : Buena Vista Home Entertainment
- Langue : anglais
- Dates de sortie : États-Unis : 9 mars 2004 ; France : 23 avril 2004

## Distribution

### Voix originales
- Jim Cummings : Winnie l'ourson, Tigrou
- Ken Samson : Coco Lapin
- John Fiedler : Porcinet
- Peter Cullen : Bourriquet
- Kath Soucie : Maman Gourou
- Jimmy Bennett : Petit Gourou
- David Ogden Stiers : Narrateur

### Voix françaises
- Camille Donda : Petit Gourou
- Roger Carel : Winnie l'ourson, Coco Lapin
- Jean-Claude Donda : Winnie l'ourson (chant)
- Patrick Préjean : Tigrou
- Hervé Rey : Porcinet
- Wahid Lamamra : Bourriquet
- Céline Monsarrat : Maman Gourou
- François Berland : Narrateur

### Voix québécoises
- Pierre Lacasse : Winnie l'ourson
- Alain Gélinas : Coco Lapin
- François-Nicolas Dolan : Petit Gourou
- Daniel Picard : Tigrou
- Madeleine Arsenault : Maman Gourou
- Daniel Lesourd : Porcinet
- Vincent Potel : Bourriquet
- Robert Maltais : Narrateur

## Chansons du film
- La Chasse aux œufs ou On va chercher des œufs au Québec - Winnie et ses amis
- Les Toiles d'araignées - Tigrou
- Renifler, éternuer ou Nez qui renifle au Québec : Winnie
- Fêter Pâques avec vous ou Pâques avec toi au Québec - Winnie et ses amis
- La Manière de faire ou C'est la façon de faire au Québec - Winnie et ses amis
- Fêter Pâques avec vous (Reprise) ou Pâques avec toi (Reprise) au Québec - Petit Gourou
- Le Grand Jour de Pâques ou La plus belle Pâques de tous les temps au Québec  - Coco Lapin
- Fêter Pâques avec vous (Finale) ou Pâques avec toi (Finale) au Québec - Winnie et ses amis